# Pieter Boddaert
Pieter Boddaert est un médecin et un naturaliste hollandais, né en 1730 à Middelbourg dans la Zélande et mort le 6 mai 1795.

## Biographie
Il a été médecin à Flessingue et Utrecht.
Ami d’Albert Schlosser, Boddaert fera paraître une description de son cabinet de curiosités.
Il est principalement connu pour avoir fait paraître une clé d’identification des espèces figurant dans les Planches enluminées d’Edme-Louis Daubenton (1732-1786). Ses Tables des Planches enluminées fournissent une nomenclature linnéenne, ce qui explique que de nombreuses espèces d’oiseaux ont pour nom d’auteur Boddaert.
Ces Tables ont bien failli être totalement oubliées. Parues en cinquante exemplaires seulement, elles sont redécouvertes par l’ornithologue William Bernhardt Tegetmeier (1816-1912) et publiées en 1876. Du fait de la règle de priorité du Code international de nomenclature zoologique, les dénominations de Boddaert supplantèrent alors les travaux ultérieurs.

## Hommage
Le Gobiidé Boleophthalmus boddarti a été nommé en son honneur,,.